# Sjengavitbosättningen

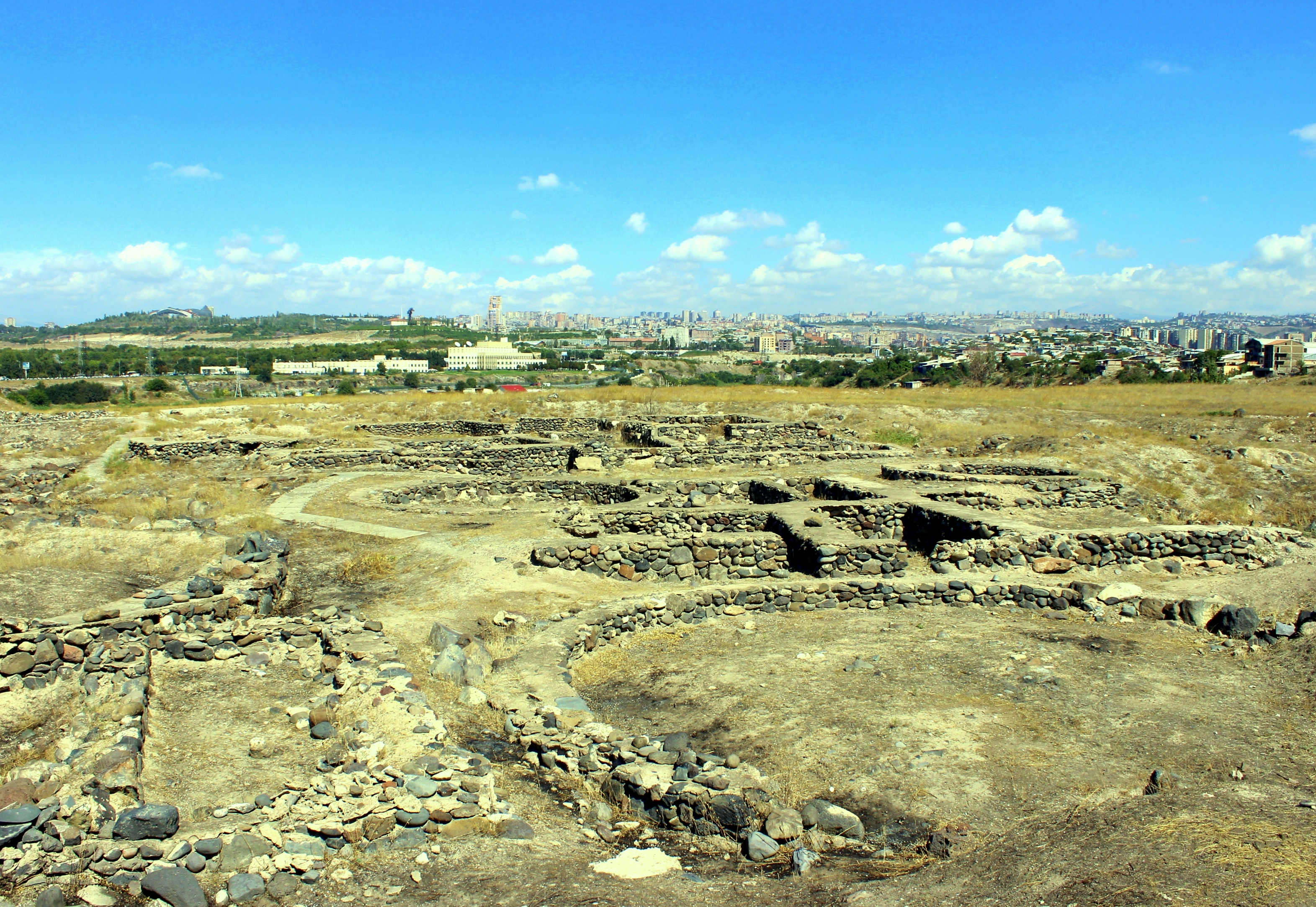
Sjengavitbosättningen.

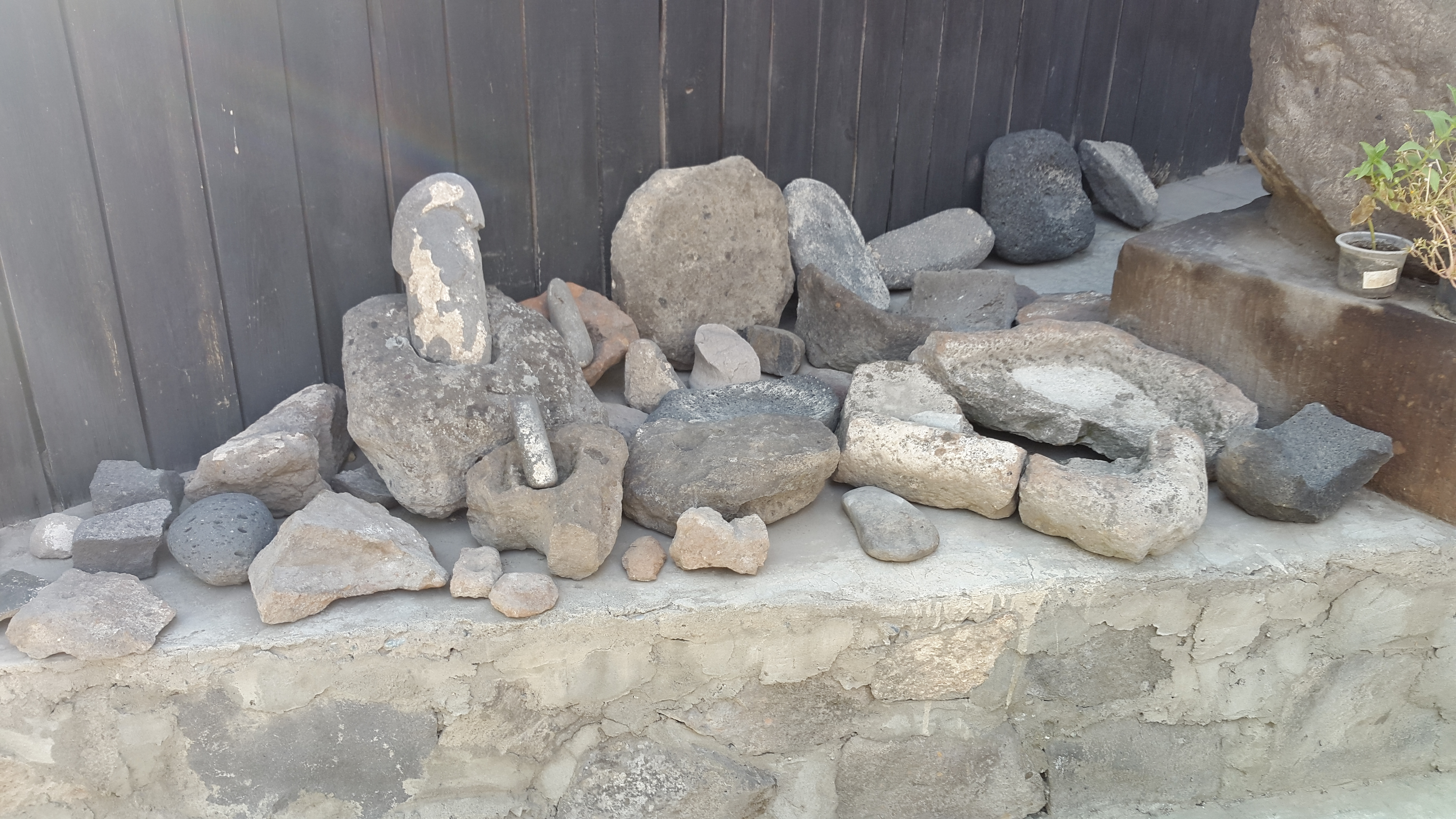
Stenverktyg.

Sjengavitbosättningen (armeniska: Շենգավիթ հնավայր: Sjengavit hnavajr) är en arkeologisk fyndplats i nutida Jerevan i Armenien, som ligger på en kulle sydost om Jerevansjön. Den var bebodd under flera epoker från omkring 3200 före Kristus till 2500 före Kristus under Kura Araxeskulturens sjengavitiska period under tidig bronsålder och sedan åter oregelbundet under mellersta bronsåldern till år 2200 före Kristus. Staden upptog en yta på sex hektar. Det verkar som om Sjengavit med sin storlek var ett betydande centrum för omgivande trakter. Om detta vittnar också tecken på överskottsproduktion av säd, att metallbearbetande verksamhet förekom, samt att staden omgavs av en mäktig, fyra meter bred stenmur.  De fyra mindre bysamhällena Moukhannat, Tepe, Khorumbulagh och Tairov har identifierats, vilka låg utanför Sjengavits stadsmurar.
Utgrävningar av bosättningen i Sjengavit påbörjades 1938 under ledning av arkeologen Jevgeni Bajburdjan (1898–1941), som grävde ett provdike på kullen, vilket ledde till fortsatta utgrävningar som från 1958 till 1980 leddes av arkeologen Sandro Sardarjan. Från 2000 började omfattande utgrävningar under arkeologen Hakob Simonjan och senare skedde utgrävningar 2009, 2010 och 2012. 

## Fynd
Arkeologerna har hittat stora cyklopiska murar med torn, vilka omger bosättningen. Innanför murarna fanns runda och fyrkantiga bostadshus av sten och lertegel. Inne i några bostadsanläggningar fanns rituella härdar och hushållseldsgropar, medan stora silor i närheten fanns för att lagra vete och råg för stadens invånare. Det fanns också en underjordisk gång mellan floden och staden. Tidigare utgrävningar hade påträffat gravhögar utanför bosättningen mot sydost och sydväst. Senare gravar finns också i deras närhet. 
En stor obelisk upptäcktes i ett hus under en tidig utgrävningsfas. En likadan obelisk hittades på utgrävningsplatsen i Mochrablur fyra kilometer söder om Etjmiadzin. Det har bedömts att denna, liksom oräkneliga statyetter av lera som har hittats, har använts för viktiga riter i Sjengavit.

## Bildgalleri

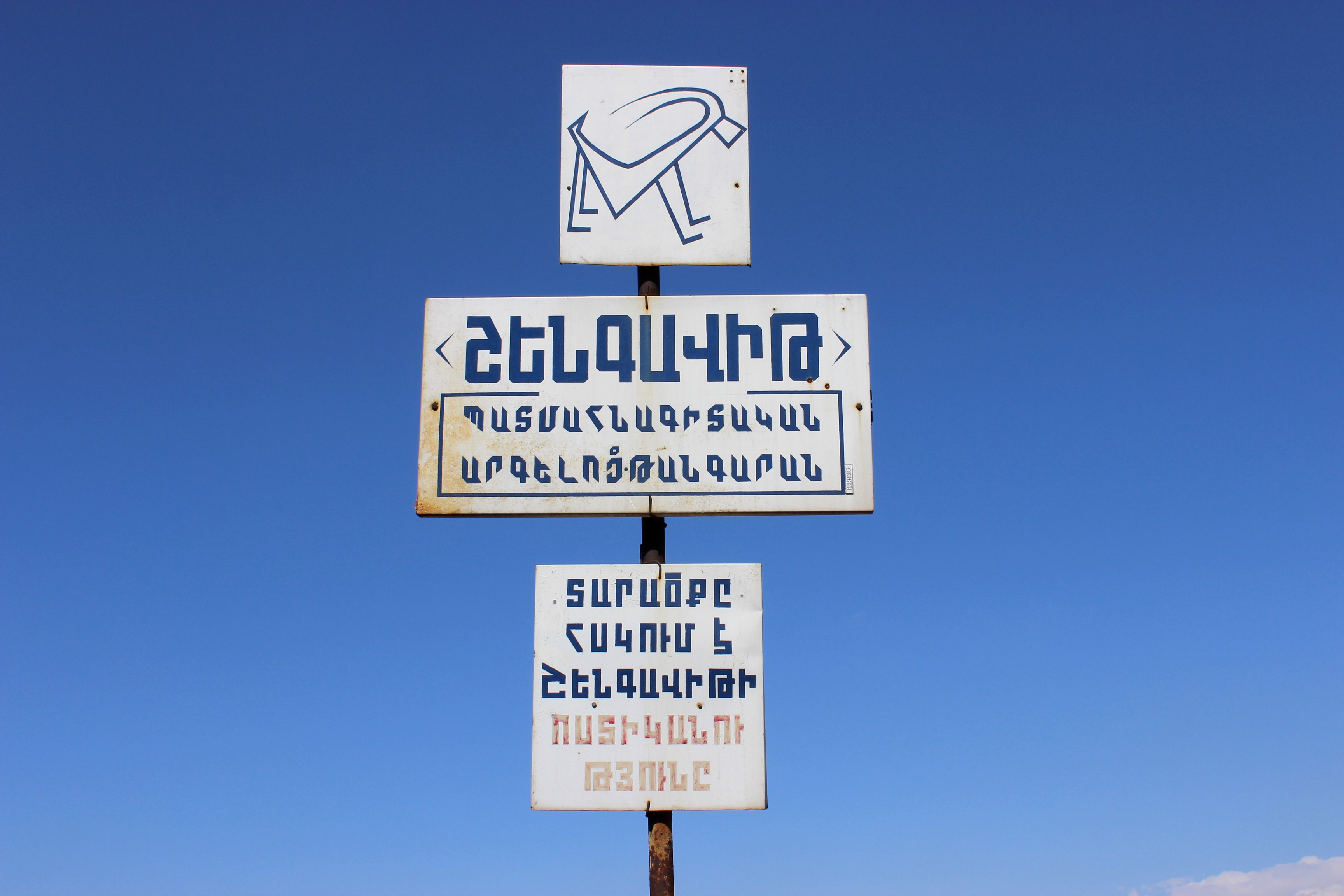
Skylt vid Sjengavit
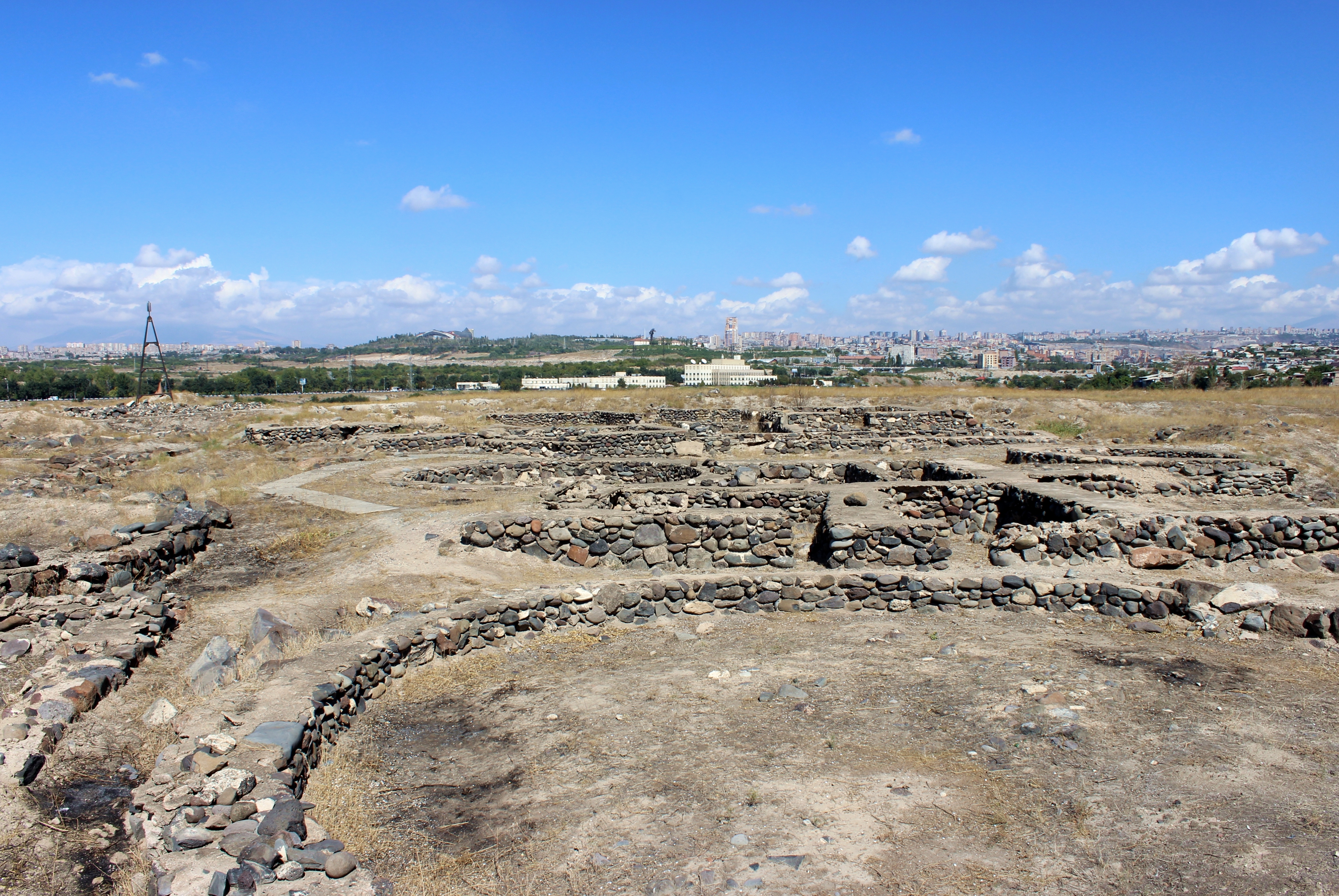
Sjengavitbosättningen
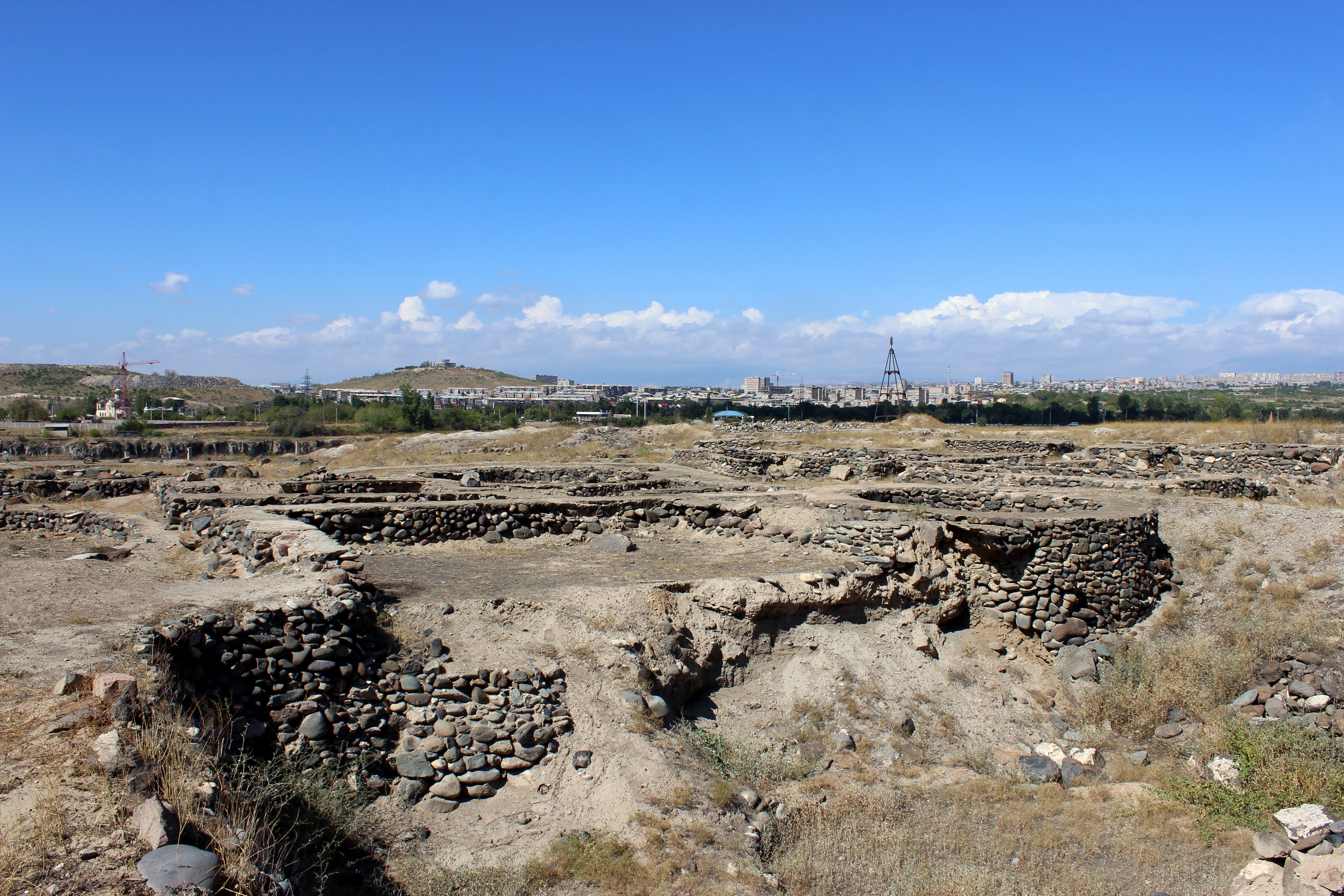
Sjengavitbosättningen
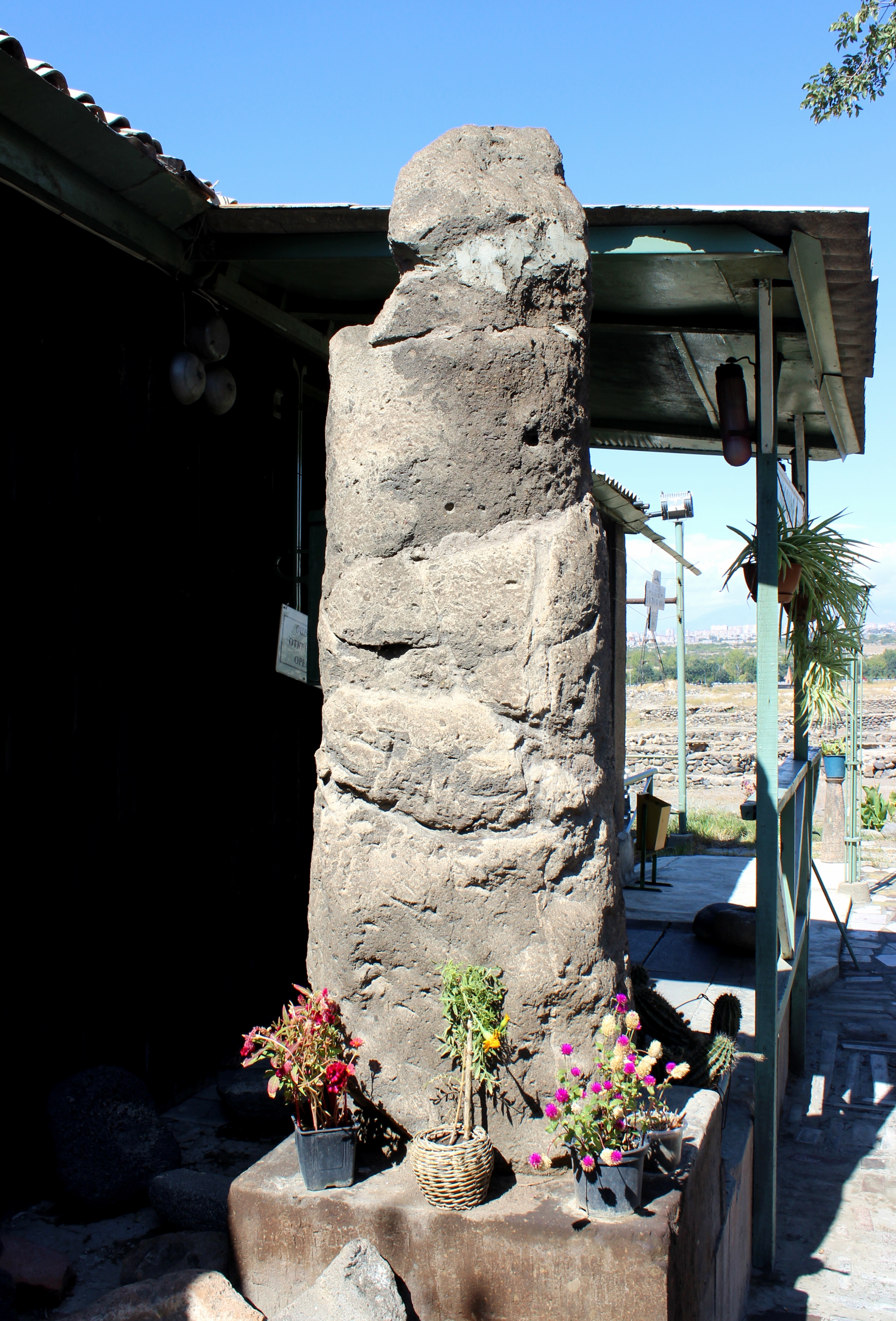
Stenfallos